# Ilia Tawadze
Ilia Tawadze (gruz. ილია თავაძე; ros. Илья́ Кайса́рович Тава́дзе, ur. 26 grudnia 1905, zm. ?) – radziecki polityk, działacz partyjny i dyplomata.

## Życiorys
Od 1931 członek WKP(b), 1937 był pomocnikiem sekretarza KC Komunistycznej Partii (bolszewików) Gruzji, 1938-1939 kierownik Wydziału Propagandy i Agitacji KC KP(b)G, od 14 maja 1939 do sierpnia 1943 sekretarz KC KP(b)G ds. propagandy i agitacji. Od 21 sierpnia 1943 do 30 lipca 1946 ludowy komisarz/minister kontroli państwowej Gruzińskiej SRR, 1946-1948 I sekretarz Ambasady ZSRR we Francji, 1949-1950 kierownik Wydziału Informacyjnego Ministerstwa Spraw Zagranicznych ZSRR, od 22 kwietnia do 24 listopada 1950 ambasador nadzwyczajny i pełnomocny w Syrii i jednocześnie w Libanie. Od grudnia 1951 do 1952 zastępca kierownika Wydziału Prasy MSZ ZSRR, 1952 aresztowany, w kwietniu 1953 zwolniony, został dyrektorem szkoły partyjnej przy KC KP Gruzji (do 1954). Ponownie aresztowany i w marcu 1955 zwolniony.